# 丹参新酮
丹参新酮（也称为次丹参醌）是一种三环二萜有机化合物，分子式C19H22O2，存在于红根草（Salvia prionitis）、藥用鼠尾草（Salvia officinalis）等植物中。